# Alex Gordon
| Системные требования (ПК) | Системные требования (ПК) | Системные требования (ПК) |
| ------------------------- | --- | --- |
|                           | Рекомендации | |
| Windows                   | | |
| ОС                        | WIndows XP | WIndows XP |
| Объём ОЗУ                 | 64 Мб | 64 Мб |
| Видеокарта                | 64 Мб видеокарта, совместимая с DirectX 7 для Windows 2000/XP/Vista Basic. 128 Мб NVIDIA GeForce 6 для Vista Premium/Business/Ultimate | 64 Мб видеокарта, совместимая с DirectX 7 для Windows 2000/XP/Vista Basic. 128 Мб NVIDIA GeForce 6 для Vista Premium/Business/Ultimate |
| Устройства ввода          | Клавиатура, мышь | Клавиатура, мышь |

Alex Gordon — компьютерная игра в жанрах экшена и платформера, разработанная DayTerium и изданная Big Fish Games. Выход игры состоялся в 2008 году на Windows.

## Описание
Alex Gordon — компьютерная игра в жанре action платформера, она рассказывает историю про искателя сокровищ, который отправляется на тропический остров, чтобы собрать бесценные сокровища, тем самым восстановить древний магический амулет.

## Отзывы критиков
| Сводный рейтинг    | Сводный рейтинг |
| Агрегатор          | Оценка          |
| ------------------ | --------------- |
| MobyRank           | 72 %            |
| Иноязычные издания |                 |
| Издание            | Оценка          |
| Gamezebo           | [ 4 ]           |

Эрин Белл из Gamezebo остался доволен хорошо «сбалансированным» игровым процессом, назвав Alex Gordon «достойным» казуальным платформером, но раскритиковал простоту игры и отсутствие чего-либо нового по сравнению с классическими платформерами.